# 金輪島会

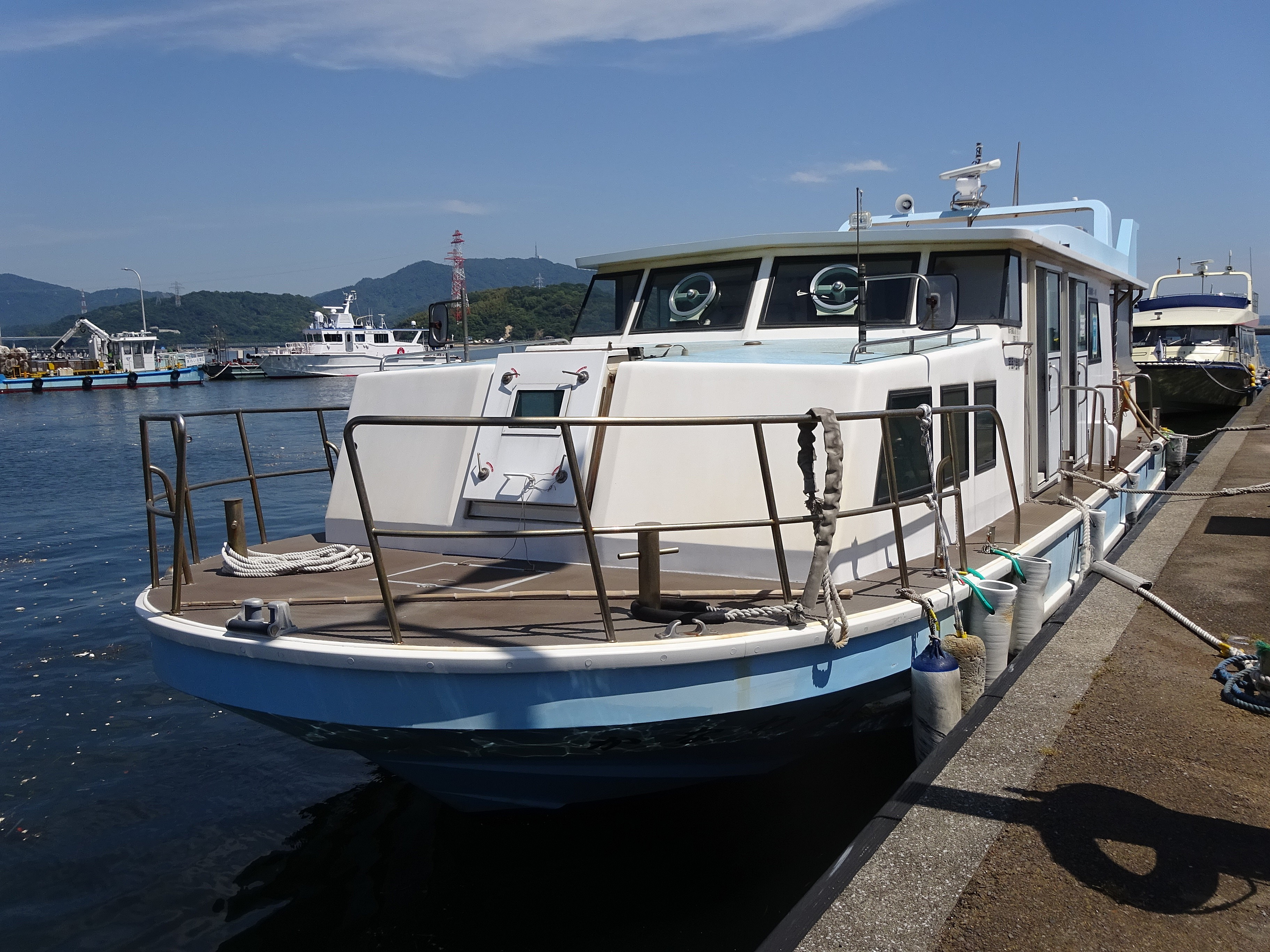
同社の所有船「かなわ丸」

金輪島会（かなわじまかい）は、広島市営桟橋と金輪島を結ぶ旅客船の運航を行う海運会社。

## 航路
- 広島市営桟橋 - グランドプリンスホテル広島前（一部が寄港） - 島営桟橋（金輪島）